# Johnny Alf
Johnny Alf, nome artístico de Alfredo José da Silva (Rio de Janeiro, 19 de maio de 1929 — Santo André, 4 de março de 2010), foi um compositor, cantor e pianista brasileiro. Considerado um dos pais da Bossa Nova, influenciou nomes como João Gilberto, Tom Jobim e Luiz Bonfá.

## Carreira

Em 1972.

Perdeu o pai, cabo do Exército, aos três anos de idade. Sua mãe trabalhava em casa de uma família na Tijuca e o criou sozinha. Seus estudos de piano começaram aos nove anos, com Geni Borges, amiga da família para a qual sua mãe trabalhava. Os empregadores de sua mãe pagaram as aulas de piano, mas desaprovaram sua posterior carreira nas boates.
Após o início na música erudita, começou a se interessar pela música popular, principalmente trilhas sonoras do cinema norte-americano e por compositores como George Gershwin e Cole Porter. Aos catorze anos, formou um conjunto musical com seus amigos de Vila Isabel, que tocavam na praça Sete (atual praça Barão de Drummond). Estudou no Colégio Pedro II. Entrando em contato com o Instituto Brasil-Estados Unidos, foi convidado para participar de um grupo artístico. Uma amiga norte-americana sugeriu o nome de Johnny Alf.
Em 1949, ingressou no Sinatra-Farney Fan Club, voltado para a música de Frank Sinatra e Dick Farney. Em 1952, Dick Farney e Nora Ney o contratam como pianista da nova Cantina do César, de propriedade do radialista César de Alencar, iniciando assim sua carreira profissional. Mary Gonçalves, atriz e Rainha do Rádio, estava sendo lançada como cantora, e escolheu três canções de Johnny: Estamos sós, O que é amar e Escuta para fazerem parte do seu longplay Convite ao Romance.
Foi gravado seu primeiro disco em 78 rpm, com a canção Falsete de sua autoria, e De cigarro em cigarro (Luís Bonfá). Tocou nas boates Monte Carlo, Mandarim, Clube da Chave, Beco das Garrafas, Drink e Plaza. Duas canções se destacaram neste período: Céu e mar e Rapaz de bem (1953), ambas de melodia e harmonia consideradas revolucionárias, precursoras da bossa nova.
Em 1955 foi para São Paulo, tocando na boate Baiuca e no bar Michel, com os iniciantes Paulinho Nogueira, Sabá e Luís Chaves. Em 1962 voltou ao Rio de Janeiro, se apresentando no Bottle's Bar, junto com o conjunto musical Tamba Trio, Sérgio Mendes, Luís Carlos Vinhas  e Sylvia Telles. Apresentava-se no Litlle Club e Top, o conjunto formado por Tião Neto (baixista) e Edison Machado (baterista).
Em 1965 realizou uma turnê pelo interior paulista. Tornou-se professor de música no Conservatório Meireles, de São Paulo. Participou do III Festival da Música Popular Brasileira em 1967, da TV Record - Canal 7, de São Paulo, com a canção Eu e a brisa, tendo como intérprete a cantora Márcia (esposa de Silvio Luiz). A canção foi desclassificada, porém se tornando um dos maiores sucessos de sua carreira.
Em seus últimos anos de vida Johnny raramente se apresentava, em razão de problemas de saúde. Esteve apenas na abertura das exposições dedicadas aos 50 anos da bossa nova na Oca, em 2008, e, em janeiro de 2009, no Auditório do SESC Vila Mariana, em São Paulo. Na mostra sobre os 50 anos da bossa nova, Alf teve um encontro virtual com nomes como Tom Jobim, Frank Sinatra, Ella Fitzgerald e Stan Getz. O artista tocava piano com as projeções dos colegas, já mortos, para um filme que foi exibido ao longo do evento. Segundo o curador da mostra, Marcello Dantas, Johnny Alf foi "o caso clássico do artista que não teve o reconhecimento a altura de seu talento. Alf foi um gênio e teve participação na história da nossa música".
O compositor não tinha parentes e vivia em um asilo em Santo André. Seu último show foi em agosto de 2009, no Teatro do Sesi, em São Paulo, ao lado da cantora Alaíde Costa.
Morreu aos 80 anos no Hospital Estadual Mário Covas na cidade de Santo André (SP), onde, durante três anos, se tratou de um câncer de próstata.
Segundo o jornalista Ruy Castro, Johnny Alf foi o "verdadeiro pai da Bossa Nova". Tom Jobim, outro dos primeiros artistas da Bossa Nova, admirava Johnny Alf a ponto de dar-lhe a alcunha de de "Genialf".

## Homossexualidade
Johnny Alf, embora muito discreto, não escondia a homossexualidade. Sobre isso, ele mesmo disse:
"Meu homossexualismo [sic] interfere como nuance que evidencia e policia meu comportamento junto às pessoas. É ele a brisa do título da música, é ele o devaneio que inspirou a letra. Analise a letra e terás a sacação! Para um artista, o motivo de certas obras fica incrustado na pedra fundamental de sua personalidade e com bastante inteligência ele usa esse motivo num teor de simplicidade honesta, sem se revelar aos outros se é isso ou aquilo! A arte o faz.”— Johnny Alf citado no livro Johnny Alf – Duas ou três coisas que você não sabe de João Carlos Rodrigues (ver bibliografia)

## Discografia
- 1952 - Johnny Alf
- 1952 - Convite ao Romance - Mary Gonçalves
- 1954 - Johnny Alf (78 rpm)
- 1955 - Johnny Alf (78 rpm)
- 1958 - Johnny Alf (78 rpm)
- 1961 - Rapaz de bem (longplay)
- 1964 - Diagonal (Lp)
- 1965 - Johnny Alf - arranjos de José Briamonte
- 1968 - Johnny Alf e Sexteto Contraponto
- 1971 - Ele é Johnny Alf
- 1972 - Johnny Alf - compacto duplo
- 1974 - Nós
- 1978 - Desbunde total
- 1986 - Johnny Alf - Eu e a brisa
- 1988 - O que é amar
- 1990 - Olhos Negros - participação Gilberto Gil,Chico Buarque,Caetano Veloso, Roberto Menescal, Leny Andrade, Márcio Montarroyos e outros.
- 1997 - Johnny Alf e Leandro Braga - Letra e música Noel Rosa
- 1998 - Cult Alf - Johnny Alf - gravado ao vivo
- 1999 - As sete palavras de Cristo na Cruz - Dom Pedro Casaldáliga
- 2001 - Johnny Alf - Eu e a Bossa - 40 anos de Bossa Nova
- 2002 - Johnny Alf - Mais um som / Sings and plays with his quintet

### Participações especiais
- 1975 - 100 anos de Música Popular Brasileira - Projeto Minerva - série de oito álbuns produzidos e apresentado por Ricardo Cravo Albin, gravados ao vivo na rádio MEC do Rio de Janeiro. Cantando ao lado de Alaíde Costa e Lúcio Alves.
- 1976 - Trilha sonora da telenovela Anjo Mau, da Rede Globo, com a música O que é amar.
- 1998 - O show Noel Rosa - Letra e música, lançando um compact disc com o mesmo nome, foi realizado no Sesc Pompeia, em São Paulo. Incluindo a canção Noel, Rosa do Samba, de Paulo César Pinheiro.
- 2004 - CD Dois Corações, da cantora mineira Fernanda Cunha. No CD os "dois corações" são Johnny Alf e Sueli Costa, uma das mais importantes compositoras brasileiras, que também faz participação especial com piano e voz.